# Lista de clubes de futsal do Brasil
Esta é uma lista de clubes de futsal do Brasil.

## Acre

### Federação Acreana de Futebol de Salão

#### Campeonato Acreano de Futsalde2024
Clubes participantes: 
| Clube                                                | Cidade            |
| ---------------------------------------------------- | ----------------- |
| Atlético Xapuriense (Atlético Clube Xapuriense)      | Xapuri            |
| Fluminense da Bahia (Fluminense da Bahia Sport Club) | Rio Branco        |
| Plácido de Castro (Plácido de Castro Futebol Club)   | Plácido de Castro |
| Pista (Pista Esporte Club)                           | Senador Guiomard  |
| Seleção de Brasiléia                                 | Brasiléia         |

#### Campeonato Acreano de Futsal - Série Bde2024
Clubes participantes:
| Clube                                       | Cidade           |
| ------------------------------------------- | ---------------- |
| Bujari (Associação Esportiva de Bujari)     | Bujari           |
| Calafate (Calafate Esporte Clube)           | Rio Branco       |
| Campo Grande (Campo Grande Esporte Clube)   | Rio Branco       |
| Lyon                                        | Rio Branco       |
| Montenegro (Associação Sportivo Montenegro) | Rio Branco       |
| PSC Futsal (Palmeiras Sport Club Futsal)    | Porto Acre       |
| Porto Acre Futsal                           | Rio Branco       |
| Preventório (Preventório Futebol Clube)     | Rio Branco       |
| Quinari                                     | Senador Guiomard |
| Rio Branco (Rio Branco Football Club)       | Rio Branco       |
| Veneza (Veneza Sporte Clube)                | Rio Branco       |
| Villa Futsal                                | Rio Branco       |

## Alagoas

### Federação Alagoana de Futsal

#### Campeonato Alagoano de Futsalde2024
Clubes participantes:
| Clube                                                     | Cidade             |
| --------------------------------------------------------- | ------------------ |
| Boca da Mata Futsal                                       | Boca da Mata       |
| Fênix Clube                                               | Santana do Ipanema |
| Força Jovem (Associação Desportiva Força Jovem)           | Piranhas           |
| Ipiranga (Associação Atlética Ipiranga)                   | Santana do Ipanema |
| Sãobrazense (Associação Esportiva São Brazense)           | São Brás           |
| Seleção Delmirense de Futsal                              | Delmiro Gouveia    |
| Traipu/CRB (Esporte Clube Traipu/Clube de Regatas Brasil) | Traipu/ Maceió     |
| UMJ/Rio Largo Futsal                                      | Maceió             |

## Amapá
Federação Amapaense de Futebol de Salão

### Campeonato Amapaense de Futsal2014
Clubes participantes:
| - Águia (Macapá) - Amapaense (Macapá) - Canário (Macapá) - CANE (Macapá) - CINEC (Macapá) | - Meta Oratório (Macapá) - Omã (Macapá) - Panamá (Macapá) - Seama (Macapá) - SESP/Santos (Macapá) |

## Amazonas
Federação Amazonense de Futebol de Salão

### Campeonato Amazonense de Futsal2014
Clubes participantes:
| - Abílio Nery (Manaus) - Atlético Bahia (Manaus) - Cidade Nova (Manaus) - CIRMMAN (Manaus) - Clube Administrativo (Manaus) - Colônia Antônio Aleixo (Manaus) - Dom Bosco (Manaus) - Grêmio Alvorada (Manaus) - Manaus (Manaus) | - Raimundo Belo Ferreira (Manaus) - Real Madrid (Manaus) - Santa Etelvina (Manaus) - Santos Dumont (Manaus) - São Raimundo (Manaus) - SESI/Salcomp (Manaus) - Tuna Luso (Manaus) - Unidos da Alvorada (Manaus) - Vida e Esperança (Manaus) |

## Ceará
Federação Cearense de Futsal

### Campeonato Cearense de Futsal2014
Clubes participantes:
| - Crateús (Crateús) - Horizonte (Horizonte) - Juazeiro (Juazeiro) - Limoeiro do Norte (Limoeiro do Norte) - Maranguape (Maranguape) - Mombaça (Mombaça) | - Nota 10 (Caucaia) - Pague Menos (Fortaleza) - Pireli (Guaramiranga) - Redenção (Redenção) - Sumov (Fortaleza) - Tianguá (Tianguá) |

## Goiás

### Campeonato Goiano de Futsal2014
Clubes participantes:
| - Palmeiras/CELG (Palmeiras de Goiás) |

## Mato Grosso
Federação Matogrossense de Futsal

### Taça Mato Grosso de Futsal2014
Clubes participantes:
| - Bombeiro (Cuiabá) - Dom Bosco (Cuiabá) - Diamantino (Diamantino) | - Grêmio Fischer (Nobres) - Mixto (Cuiabá) - Uirapuru (Cuiabá) |

## Minas Gerais
Federação Mineira de Futsal

### Campeonato Mineiro de Futsal2014
Clubes participantes:
| - Amigos (Teófilo Otoni) - Araguari (Araguari) - Cruzeiro de Padre Paraíso (Padre Paraíso) | - Itabira (Itabira) - Minas (Belo Horizonte) - Olympico Club (Belo Horizonte) |

## Paraná
Federação Paranaense de Futsal

### Campeonato Paranaense de Futsal - Chave Ouro2014
Clubes participantes:
| - Ampére (Ampére) - Campo Mourão (Campo Mourão) - Cascavelense (Cascavel) - Cascavel (Cascavel) - Clevelândia (Clevelândia) - Copagril (Marechal Cândido Rondon) - Foz Cataratas (Foz do Iguaçu) | - Guarapuava (Guarapuava) - Marreco (Francisco Beltrão) - Operário/Keima (Ponta Grossa) - Oppnus/Maringá (Maringá) - São Lucas (Paranavaí) - Umuarama (Umuarama) |

- Nota: Foz Futsal, Pato Futsal e Quedas não compareceram ao arbitral realizado pela Federação Paranaense de Futsal e não participaram do campeonato e foram automaticamente rebaixados para a Chave Prata.[11]

### Campeonato Paranaense de Futsal - Chave Prata2014
Clubes participantes:
| - Assaí (Assaí) - Caramuru (Castro) - Dois Vizinhos (Dois Vizinhos) - Faxinal (Faxinal) - Itaipulândia (Itaipulândia) | - Ivaí (Ivaí) - Matelândia (Matelândia) - Rebouças (Rebouças) - Santa Terezinha de Itaipu (Santa Terezinha de Itaipu) - São José dos Pinhais (São José dos Pinhais) |

- Nota: O Ivaí desistiu do campeonato em meio a competição.[13]

### Campeonato Paranaense de Futsal - Chave Bronze2014
Clubes participantes:
| - Astorga (Astorga) - BEC (Guarapuava) - Cambé (Cambé) - Colégio Londrinense (Londrina) - Corbélia (Corbélia) - Figa's Araucária (Araucária) - Ibiporã (Ibiporã) - Irati (Irati) - Jacarezinho (Jacarezinho) - Jardim Alegre (Jardim Alegre) | - Missal (Missal) - Nova Esperança (Nova Esperança) - Palmas (Palmas) - Paranaguá (Paranaguá) - Pitanga (Pitanga) - Salto do Lontra (Salto do Lontra) - Siqueira Campos (Siqueira Campos) - Toledo (Toledo) - Vale do Ivaí (São João do Ivaí) |

## Pernambuco
Federação Pernambucana de Futsal

### Campeonato Pernambucano de Futsal2014
Clubes participantes:
| - ABC (Paulista) - Atlético (Camutanga) - Barcelona Itambeense (Itambé) - Bom Jardim (Bom Jardim) - Central (Caruaru) - Evoluir (Lajedo) | - Náutico (Recife) - Santa Cruz (Recife) - Sport (Recife) - Tigre (Garanhuns) - União Condado (Condado) |

## Rio de Janeiro
Federação de Futebol de Salão do Estado do Rio de Janeiro

### Campeonato Carioca de Futsal2014
Clubes participantes:
| - Cabo Frio (Cabo Frio) - Grajaú (Rio de Janeiro) - Macaé Sports (Macaé) | - Magnólia (Petrópolis) - Vasco da Gama (Rio de Janeiro) |

## Rio Grande do Sul

### Liga Gaúcha de Futsal

#### Gauchão de Futsal Série Ade2024
Clubes participantes:
| Clube                                                          | Cidade                         |
| -------------------------------------------------------------- | ------------------------------ |
| AAGF (Associação Agudense de Futsal)                           | Agudo                          |
| AEF (Associação Entre-Ijuís de Futsal)                         | Entre-Ijuís                    |
| AFUCS (Associação de Futsal e Cultura de Seberi)               | Seberi                         |
| AGE (Associação Guaporense de Esporte)                         | Guaporé                        |
| AMF (Associação Marauense de Futsal)                           | Marau                          |
| ANBF (Associação Novo Barreiro de Futsal)                      | Novo Barreiro                  |
| APF (Associação Esportiva, Recreativa e Cultural Palma Futsal) | Gentil/ Santo Antônio do Palma |
| Atlântico (Clube Esportivo e Recreativo Atlântico)             | Erechim                        |
| Cerro Largo Futsal                                             | Cerro Largo                    |
| Guarani (Guarani Futebol Clube)                                | Frederico Westphalen           |
| Guarany (Clube Atlético Guarany)                               | Espumoso                       |
| Horizontina Futsal                                             | Horizontina                    |
| Lagoa (Lagoa Esporte Clube)                                    | Lagoa Vermelha                 |
| Passo Fundo Futsal (Associação Passo Fundo Futsal)             | Passo Fundo                    |
| Santa Rosa Futsal                                              | Santa Rosa                     |
| SERCCA (Sociedade Esportiva, Recreativa e Cultural Casca)      | Casca                          |
| Uruguaianense (Associação Esportiva Uruguaianense)             | Uruguaiana                     |
| Yeesco Futsal                                                  | Carazinho                      |

#### Gauchão de Futsal Série Bde2024
Clubes participantes:
| Clube                                                            | Cidade               |
| ---------------------------------------------------------------- | -------------------- |
| AEEF (Associação Esportiva Erechinense de Futsal)                | Erechim              |
| AGSL (Associação Grande São Luiz de Clubes)                      | São Luiz Gonzaga     |
| ALAF (Associação Lajeado de Futsal)                              | Lajeado              |
| ANPF (Associação Esportiva Nova Petrópolis Futsal)               | Nova Petrópolis      |
| ASAF (Associação Sempre Amigos Futsal)                           | Campos Borges        |
| ASF (Associação Serafinense de Futsal)                           | Serafina Corrêa      |
| ASSERC (Associação Esportiva da Região da Campanha)              | Bagé                 |
| ATLEC (Associação Trespassense de Lazer, Esporte e Cultura)      | Três Passos          |
| Filtradores (Associação Cultural e Esportiva Filtradores)        | Bom Princípio        |
| Giruá Futsal (Associação Giruaense de Esportes)                  | Giruá                |
| Ibira (Associação Esportiva, Recreativa e Cultural Ibira Futsal) | Ibiraiaras           |
| Lokomotiv (Associação Palmeirense Lokomotiv Futsal)              | Palmeira das Missões |
| Nadas Branco (Clube de Futsal Riopardense Nadas Branco)          | Rio Pardo            |
| Santa Cruz Futsal                                                | Santa Cruz do Sul    |
| São José Futsal (Associação Futsal São José do Inhacorá)         | São José do Inhacorá |
| Soberano (Soberano Futsal Sarandinense)                          | Sarandi              |
| Tapejara Futsal (Associação Esportiva Tapejarense)               | Tapejara             |
| União Parobé (Associação União Parobé)                           | Parobé               |

#### Gauchão de Futsal Série Cde2024
Clubes participantes:
| Clube                                                            | Cidade          |
| ---------------------------------------------------------------- | --------------- |
| ACF (Associação Caçapavana de Futsal)                            | Caçapava do Sul |
| AES (Associação Esportiva Sobradinho)                            | Sobradinho      |
| AFUSCA (Associação Futsal de Cachoqueirinha)                     | Cachoeirinha    |
| AGEC (Associação Gaúcha de Esporte e Cultura)                    | Gravataí        |
| ANF (Associação Nanico de Futsal)                                | Sarandi         |
| ASAF (Associação Santo Ângelo de Futsal)                         | Santo Ângelo    |
| ATELC (Associação Tresmaiense de Esporte, Lazer e Cultura)       | Três de Maio    |
| Bento Gonçalves Futsal/Progresso Futsal                          | Bento Gonçalves |
| Bom Jesus (Esporte Clube Bom Jesus)                              | Soledade        |
| CMD Caseiros (Conselho Municipal de Desportos de Caseiros)       | Caseiros        |
| CMD Catuípe (Conselho Municipal de Desportos de Catuípe)         | Catuípe         |
| Comando (Associação Atlética Comando Jaguarense)                 | Jaguarão        |
| David Futsal (Clube Social e Cultural União Canabarrense)        | David Canabarro |
| Fontoura Xavier Futsal                                           | Fontoura Xavier |
| Peñarol de Guaíba                                                | Guaíba          |
| Real Itaqui (Associação Esportiva Real Itaqui)                   | Itaqui          |
| Rodeio Futsal (Associação Esportiva e Recreativa Rodeio Futsal)  | Rodeio Bonito   |
| SASE (Sociedade Atlética de Selbach)                             | Selbach         |
| SER Cacequi (Sociedade Esportiva e Recreativa Cacequi)           | Cacequi         |
| Trianon Canguçu (Associação Atlética e Cultural Trianon Canguçu) | Canguçu         |
| União (Associação União Fútbol Clube)                            | Nonoai          |
| União Castilhense (Esporte Clube União Castilhense)              | Veranópolis     |
| Velez Camaquã (Velez Camaquã Futsal)                             | Camaquã         |

### Federação Gaúcha de Futebol de Salão

#### Campeonato Gaúcho de Futsal - Série Ouro2014
Clubes participantes:

#### Campeonato Gaúcho de Futsal - Série Prata2014
Clubes participantes:

#### Campeonato Gaúcho de Futsal - Série Bronze2014
Clubes participantes:

## Santa Catarina
Federação Catarinense de Futebol de Salão

### Campeonato Catarinense de Futsal - Divisão Especial2014
Clubes participantes:
| - ADHering (Blumenau) - ADU Tubarão (Tubarão) - Caça e Tiro (Lages) - Chapecoense (Chapecó) - Concórdia (Concórdia) - Floripa Futsal (Florianópolis) | - Jaraguá (Jaraguá do Sul) - Joaçaba (Joaçaba) - Krona Futsal (Joinville) - Rio do Sul (Rio do Sul) - Xaxiense (Xaxim) |

### Campeonato Catarinense de Futsal - Primeira Divisão2014
Clubes participantes:
| - Araquari Futsal (Araquari) - Credo Futsal (São José do Cedro) - Curitibanos Futsal (Curitibanos) - Irani (Irani) - Mafra Futsal (Mafra) | - Pinhalzinho (Pinhalzinho) - São Lourenço (São Lourenço do Oeste) - São Miguel (São Miguel do Oeste) - Saudades (Saudades) - Videirense (Videira) |

## São Paulo
Federação Paulista de Futsal

### Liga Paulista de Futsal2014
Clubes participantes:
| - AABB (São Paulo) - ADC Intelli (Orlândia) - Magnus Futsal (Sorocaba) - Corinthians (São Paulo) - Grêmio Barueri (Barueri) - Grêmio Mogiano (Mogi das Cruzes) - Guarulhos/Mult-Força (Guarulhos) - Indaiatubana (Indaiatuba) - Jacareí (Jacareí) - Osasco/II Exército (Osasco) | - Pulo do Gato (Campinas) - Rio Preto (São José do Rio Preto) - São Bernardo (São Bernardo do Campo) - São José (São José dos Campos) - São Paulo/FIB (Bauru) - Taubaté/ADC Ford (Taubaté) - Vargem Grande do Sul (Vargem Grande do Sul) - Wimpro (Guarulhos) - Yoka (Guaratinguetá) |

- Nota: O São Caetano e L.O. Bauru, que participariam como uma equipe só, não participaram devido ao fim da parceria.[25]

### Campeonato Paulista de Futsal - Série A22014
Clubes participantes:
| - Aymoré de Cubatão (Cubatão) - Conectim (Cruzeiro) - Franco da Rocha (Franco da Rocha) - FS21 (Santa Bárbara D'Oeste) - Grêmio União (Pindamonhangaba) - Mairinque (Mairinque) | - Mauaense (Mauá) - Oportunity (Bragança Paulista) - Pinhal (Espírito Santo do Pinhal) - Primeiro de Maio (Santo André) - Taboão da Serra (Taboão da Serra) - XV de Jaú (Jaú) |

## Sergipe
Federação Sergipana de Futsal

### Campeonato Sergipano de Futsal2014
Clubes participantes:
| - Aracaju Futsal (Aracaju) - ACRUI (Itaporanga d'Ajuda) - Aliança (Canindé de São Francisco) - Fugase (Laranjeiras) - Gararu (Gararu) - Internacional (Ribeirópolis) - Lei Seca (Nossa Senhora da Glória) - Mega Forma (Aracaju) | - Madrid/Nosso Clube (Aracaju) - Joinville (Barra dos Coqueiros) - Juventude (Estância) - Juventus (Porto da Folha) - Pumas (Monte Alegre de Sergipe) - Real Moitense (Moita Bonita) - Santana (Simão Dias) - Siririense (Siriri) |

## Tocantins
Federação Tocantinense de Futebol de Salão

### Campeonato Tocantins de Futsal2014
Clubes participantes:
| - Adepa (Pedro Afonso) - Barrolândia (Barrolândia) - Colinas (Colinas do Tocantins) - Futura Futsal (Palmas) - GET/IFTO Paraíso (Paraíso do Tocantins) | - Gurupi (Gurupi) - ITPAC/2º BPM (Araguaína) - OSKIMI Futsal (Guaraí) - Taquaralto (Palmas) |

- Nota: O Futura Futsal foi excluído do campeonato em meio a competição por descumprimento do regulamento geral.[29][30]